# Кохоа синій
Кохо́а синій (Cochoa azurea) — вид горобцеподібних птахів родини дроздових (Turdidae). Ендемік Індонезії.

## Опис
Довжина птаха становить 23 см. Виду притаманний статевий диморфізм. У самців голова і верхня частина тіла сині, блискучі. Нижня частина тіла чорна. У самиць верхня частина тіла тьмяно-синя, нижня частина тіла темно-коричнева. Очі, дзьоб і лапи чорні.

## Поширення і екологія
Сині кохоа мешкають в горах на заході і в центрі Яви. Вони живуть у вологих гірських тропічних лісах. Зустрічаються на висоті від 900 до 3000 м над рівнем моря. Живляться переважно плодами і ягодами, а також комахами і равликами.

## Збереження
МСОП класифікує цей вид як вразливий. За оцінками дослідників, популяція синіх кохоа становить від 3500 до 15000 птахів. Їм загрожує знищення природного середовища.